# Jame Altamira in paleolitska jamska umetnost severne Španije
Jama Altamira in paleolitska jamska umetnost severne Španije (špansko Cueva de Altamira y arte rupestre paleolítico del Norte de España)  je skupina 18 jam severne Španije, ki skupaj predstavljajo apogej zgornje paleolitske jamske umetnosti v Evropi pred 35.000 do 11.000 leti (avrignacijanska, gravetska, solutrejska, magdalenska, azilijanska kultura). Leta 2008 jih je UNESCO skupaj označil za svetovno dediščino.
Med temi jamami je glavna Altamira pri mestu Santillana del Mar v Kantabriji. Ostaja eden najpomembnejših slikarskih ciklov prazgodovine, ki izvira iz magdalenskega in solutrejskega obdobja zgornjega paleolitika. Umetniški slog te jame predstavlja francosko-kantabrijsko šolo, za katero je značilen realizem njene figuralne upodobitve. Jama Altamira je bila razglašena za svetovno dediščino leta 1985. Leta 2008 je bila svetovna dediščina razširjena na 17 dodatnih jam, ki so v treh avtonomnih skupnostih severne Španije: Asturiji, Kantabriji in Baskiji.

## Seznam jam
| Koda    | Ime                         | Lokacija                  | koordinate                                   | Buffer zone |  |
| ------- | --------------------------- | ------------------------- | -------------------------------------------- | ----------- |  |
| 310-001 | Altamira                    | Santillana del Mar        | 43°22′57″N 04°07′13″W / 43.38250°N 4.12028°W | 16 ha       |  |
| 310-002 | Cueva de la Peña de Candamo | Candamo, San Román        | 43°27′21″N 6°4′21″W / 43.45583°N 6.07250°W   | 100 ha      |  |
| 310-003 | Cueva de Tito Bustillo      | Ribadesella               | 43°27′39″N 5°4′4″W / 43.46083°N 5.06778°W    | 243 ha      |  |
| 310-004 | Cueva de La Covaciella      | Cabrales                  | 43°19′5″N 4°52′30″W / 43.31806°N 4.87500°W   | 11,3 ha     |  |
| 310-005 | Cueva de Llonín             | Peñamellera Alta          | 43°19′50″N 4°38′43″W / 43.33056°N 4.64528°W  | 17,4 ha     |  |
| 310-006 | Cueva del Pindal            | Ribadedeva                | 43°23′51″N 4°31′58″W / 43.39750°N 4.53278°W  | 69,4 ha     |  |
| 310-007 | Cueva de Chufín             | Rionansa                  | 43°17′26″N 4°27′29″W / 43.29056°N 4.45806°W  | 16,7 ha     |  |
| 310-008 | Cueva de Hornos de la Peña  | San Felices de Buelna     | 43°15′40″N 4°1′47″W / 43.26111°N 4.02972°W   | 25 ha       |  |
| 310-009 | Cueva de El Castillo        | Puente Viesgo, Kantabrija | 43°17′33″N 3°57′56″W / 43.2924°N 3.9655°W    | 69 ha       |  |
| 310-010 | Cueva de Las Monedas        | Puente Viesgo             | 43°17′20″N 3°58′03″W / 43.289°N 3.9675°W     | 69 ha       |  |
| 310-011 | Cueva de La Pasiega         | Puente Viesgo             | 43°17′20″N 3°57′58″W / 43.289°N 3.966°W      | 69 ha       |  |
| 310-012 | Cueva de Las Chimeneas      | Puente Viesgo             | 43°17′29″N 3°57′52″W / 43.2914°N 3.9644°W    | 69 ha       |  |
| 310-013 | Cueva de El Pendo           | Camargo                   | 43°23′17″N 3°54′44″W / 43.38806°N 3.91222°W  | 64 ha       |  |
| 310-014 | Cueva de La Garma           | Ribamontán al Monte       | 43°25′50″N 3°39′57″W / 43.43056°N 3.66583°W  | 100 ha      |  |
| 310-015 | Cueva de Covalanas          | Ramales de la Victoria    | 43°14′44″N 3°27′08″W / 43.24556°N 3.45222°W  | 1374 ha     |  |
| 310-016 | Cueva de Santimamiñe        | Biskaja, Cortézubi        | 43°20′47″N 2°38′12″W / 43.34639°N 2.63667°W  | 99 ha       |  |
| 310-017 | Cueva de Ekain              | Guipúzcoa, Deva           | 43°14′09″N 02°16′31″W / 43.23583°N 2.27528°W | 14,6 ha     |  |
| 310-018 | Cueva de Altxerri           | Guipúzcoa, Aia            | 43°16′7″N 02°08′02″W / 43.26861°N 2.13389°W  | 15 ha       |  |